# Rhodolirium
Rhodolirium Phil. – rodzaj roślin z rodziny amarylkowatych, obejmujący dwa gatunki, występujące endemicznie od stepów Patagonii do wysokich Andów na terytorium środkowo-południowego Chile i przylegających terenów Argentyny.

## Morfologia
PokrójWieloletnie rośliny zielne, osiągające 10–25 cm wysokości.
PędJajowata cebula.
LiścieRównowąskie, o długości 15–30 cm i szerokości 2–5 mm, sezonowe, pojawiające się po lub w trakcie kwitnienia, płaskie, kanalikowate, tępe.
KwiatyPojedynczy, rzadziej dwa zebrane w kwiatostan, wyrastający na pustym w środku głąbiku o wysokości 10–20 cm, wsparty dwiema wolnymi, lancetowatymi, błoniastymi podsadkami, o długości 2–4 cm i szerokości 2–5 mm. Niekiedy obecne są równowąskie przysadki. Kwiaty lekko grzbieciste, poziome do zwisających, wyrastające na szypułkach o długości 0,1–0,9 cm. Okwiat lejkowaty, o listkach odwrotnielancetowatych, ciemnoróżowych do białych, z czarnofioletową plamką u nasady lub wieloma podłużnymi karmazynowymi liniami, ciągłymi lub kropkowanymi, niekiedy zielono-żółtawymi u nasady, o długości 2–6 cm i szerokości 6–10 mm, zrośniętymi u nasady w rurkę o długości 1–2 cm. Pręciki o nitkowatych nitkach, położone w ścisłej wiązce, prosto wznoszące się. Szyjka słupka nitkowata, zakrzywiona wierzchołkowo. Znamię słupka główkowate do wyraźnie trójklapowanego.
OwoceTorebki zawierają czarne, lśniące, spłaszczone nasiona z błoniastymi skrzydełkami.

## Systematyka
Pozycja systematyczna
Rodzaj z plemienia Hippeastreae, podrodziny amarylkowych Amaryllidoideae z rodziny amarylkowatych Amaryllidaceae.
Wykaz gatunków
- Rhodolirium andicola (Poepp.) Ravenna
- Rhodolirium montanum Phil.

## Zastosowanie
W cebulach Rhodolirium andicola obecnych jest 13 alkaloidów (w tym galantamina), z których kilka wykazuje działanie inhibujące estarazę acetylocholinową.